# Mende (Maďarsko)
Mende je obec v Maďarsku v župě Pest v okrese Nagykáta.
Má rozlohu 27,17 km² a v roce 2013 zde žilo 4133 obyvatel. Obec se rozprostírá na sedmi kopcích, které jsou vyobrazeny ve spodní části obecního znaku.

## Historie
Počátky osidlování zdejšího území pocházejí z doby bronzové. V kopcích, které obklopují ves se usadili lidé patřící do kultury Vatya a vybudovali si zde hradisko. Místní obyvatelé toto místo nazývají Leányvárnak. Další významnou zříceninou je hrad z období Arpádovské dynastie, který se nazýval Lányvár.
Trojté dělení obecního znaku obce odkazuje na tři středověké osady, na jejichž ruinách dnešní Mende vzniklo. Byly to Oszlárt (1252), Billét (1351) a Mendét (1411). Za osmanské okupace všichni jejich obyvatelé zemřeli. Nový obyvatelé zde přišli až v roce 1724. Většina nových osadníků byli protestanti, na což odkazuje Lutherova růže v horní části obecního znaku.
S přibývajícím počtem lidí však narůstal počet katolíků. V obci byl proto na počest Ignáce z Loyoly postaven římskokatolický kostel, jeho stavba byla dokončena roku 1832. Tuto část historie obce symbolizuje ve znaku kříž. Spodní část znaku odkazuje na období 18. století, kdy zde bylo rozšířeno pěstování obilí a vinařství.
22. prosince 1968 v 17 hodin došlo na zdejším vlakovém nádraží ke srážce dvou vlaků, osobního s nákladním. Při nehodě zahynulo 43 lidí a 60 jich bylo zraněno.
V roce 2007 bylo Mende přeřazeno z okresu Monor do okresu Nagykáta.